# Szeliga (herb szlachecki)
Szeliga – polski herb szlachecki.

## Opis herbu
W polu czerwonym półksiężyc złoty, rogami zwrócony do góry, w środku krzyż łaciński tegoż koloru.
W klejnocie pawi ogon lub pięć piór strusich.

## Najwcześniejsze wzmianki
Najstarsza znana pieczęć z 1366 Bodzenta wielkorządcy krakowskiego, najwcześniejsza zapiska sądowa z 1386.
Najwcześniejsze źródło heraldyczne wymieniające herb to datowane na lata 1464–1480 Insignia seu clenodia Regis et Regni Poloniae polskiego historyka Jana Długosza, który notuje go jako rdzennie polski. Zapisuje on informacje o herbie wśród 71 najstarszych polskich herbów szlacheckich we fragmencie: "Scheliga lunam defectuosam ceruleam, in cuius medio crux eminet, in campo rubeo defert Genus Polonicum in Yenerem pronunt".

## Herbowni
Lista sporządzona została na podstawie wiarygodnych źródeł, zwłaszcza klasycznych i współczesnych herbarzy. Należy jednak pamiętać o możliwości przypisywania rodom szlacheckim niewłaściwych herbów. Szczególnie często zjawisko to występowało podczas legitymacji szlachectwa przed zaborczymi heroldiami, co następnie utrwalane było w wydawanych kolejno herbarzach. Pełna lista herbownych nie jest możliwa do odtworzenia także z powodu zniszczenia, względnie zaginięcia wielu akt i dokumentów w czasie II wojny światowej (tylko podczas powstania warszawskiego w 1944 roku spłonęło ponad 90% zasobu Archiwum Głównego Akt Dawnych w Warszawie). Identyczność nazwiska nie musi oznaczać przynależności do danego rodu herbowego, przynależność taką mogą bezspornie ustalić jedynie badania genealogiczne (często te same nazwiska były własnością wielu rodzin reprezentujących wszystkie stany dawnej Rzeczypospolitej, tj. chłopów, mieszczan, szlachtę).
Bakszewicz, Białecki, Bielański, Bieleński, Bieliński, Bodzanowski, Bodzanta, Bodzenta, Bodzęta, Bogucki, Bonblewski, Borohowicz, Borstejko, Borzyszkowski, Bossowski, Bostowski, Bożanta, Bratkowski, Brożek, Brukot, Bryski, Budzyński, Buławka, Buławko.
Cedrowski, Cetowski, Chaliński, Charzewski, Charzyński, Chlistowski, Chocianowski, Chryścinicz, Chrzanowski, Chrzczonowicz, Chszczanowicz, Chwaliszewski, Cieszęcki, Cikowski, Czapliński, Czarnołuski, Czarnotulski, Czernicki, Czetowski, Czyżewicz.
Damentowicz, Dąbrowski, Dementowicz, Demontowicz, Długopolski, Dobiasz, Dobiesz, Dobieszewski, Dobiszewski, Dobrochowski, Dobuszewski, Dobyszewski, Domentowicz, Dowojna, Dowojno,
Drozdeński, Drygat, Dubrski, Dyppen, Dzierzbicki.
Ewachewicz.
Fargow, Farzyński, Frankowski.
Garyantesowicz, Gerwałowski, Gerwatowski, Gierwatowski, Ginejt, Ginet, Ginett, Gineyt, Głupicki, Głupiecki, Gorecki, Goregland, Gorski, Gośniewski, Górecki, Górski, Grykolewski, Grzebiński, Gurski.
Haryantesowicz, Hinko, Horehlad, Hornowski, Horohlad, Hrebeński, Hrebiński, Hryhorowicz, Hulewicz.
Jagiełka, Janowski, Jasieński, Jordański.
Kabieński, Kamieński, Kardaszewski, Kawski, Kiksinowicz, Kimont, Kobielicki, Kobielski, Kołakowski, Konarski, Korecki, Kozic, Kozica, Kozierski, Kreczunowicz, Krupski, Krzakowski, Krzeczonowicz, Krzeczunowicz, Krzywkowski, Kuczkowski, Kunsinowicz, Kwieciński.
Lancucki, Lasocki, Lasowski, Lassowski, Laszewicz, Laszewski, Lebedowicz, Lebiedowicz, Lebiedziewski, Lisakiewicz, Lisikiewicz, Losowski, Lossowski, Lukom, Lutomski.
Łańcucki, Łaszczewski, Łaszewski, Łaszowski, Łaźniewski, Łaźniowski, Łącki, Łączyński, Łosowski, Łossowski, Łoszowski, Łukocki, Łukomski, Łukowski, Łyszkiewicz.
Mager, Magier, Magiera, Magiero, Magierowski, Malewicz, Małaszewski, Margiewicz, Marjański, Markocki, Markow, Markowski, Maryański, Matkuszewski, Merecki, Miełoński, Mierecki, Mierzejewski, Mierzejowski, Miłoński, Miranowicz, Mirecki, Mirewicz, Mirowicki, Mirzejewski, Mirzejowski, Mochuczy, Mohuczy, Mormuł, Moroz, Morozsz, Mostkowski, Mrokota.
Nazarewicz, Nazarkiewicz, Niemojewski, Niemojowski, Nizielski, Niżelski, Nogawczyński, Nogawka.
Obrębski, Ogorzelewski, Ogorzelowski, Ostrouch.
Pepłowski, Piatychorowicz, Piątkowski, Pietkowski, Pietraszko, Pilchowski, Piotraszko, Pląchocki, Pluciński, Pluta, Płąchocki, Płochocki, Podsoński, Pomuski, Potocki, Promiński, Proniewski, Proskurenko, Prożewski, Prumieński, Przeczkowski, Przesiadłowski, Pstrąg, Pszczołkowski, Pszczółkowski, Puszkin, Puzłowski, Puzowski.
Rakowski, Ramieński, Ratocki, Ratołd, Ratoski, Ratowski, Ratuld, Ratułt, Rogulski, Rokicki, Rostkowski, Rozdolski, Ruskowski, Rytel, Rytelewski, Rytelski, Ryttel, Rzuchowski.
Schmidt, Serwantowicz, Serwatowicz, Sielaziński, Siemianowicz, Siemienowicz, Siemionowicz, Skalski, Skitniejewicz, Skoruppa, Skorupski, Sławski, Smoczek, Smolikowski, Smólski, Songin, Stanisławski, Stołyhwo, Storożenko, Strawiński, Stróżenko, Strusiński, Sufczyński, Suffczyński, Suszczyński, Suwczyński, Swołkun, Sylwestrowicz, Szałkowski, Szawernowski, Szczerski, Szczołkun, Szejko, Szelewicki, Szeliga, Szeligowski, Szeliha, Szeliński, Szeliski, Szkarupa, Szlachtowski, Szmit, Szpadkowski, Szukiewicz, Szuszczyński, Szwołkun, Szyjkiewicz.
Świacki, Świadzki, Świedski, Świętojański.
Tłuchowski, Tomara, Trojan, Trojanowski, Troszczyński, Trusiewicz, Trzebiński, Turczynowicz, Turzenin.
Wachowski, Wargowski, Wisokiński, Witkowski, Wodyński, Wojecki, Wojski, Wolski, Wysoczański, Wysokieński, Wysokiński.
Zabawski, Zabrzycki, Zakrzewski, Zanicki, Złocki, Zubrzycki, Zychliński.
Żegliński, Żernicki, Żuławski, Żurman, Żychliński, Żygliński.

## Znani herbowni
- Antoni Magier – profesor uniwersytetu, pisarz, pamiętnikarz, fizyk i meteorolog.
- Stanisław Kostka Łukomski – polski duchowny rzymskokatolicki, biskup pomocniczy poznański w latach 1920–1926, biskup diecezjalny łomżyński w latach 1926–1948, sekretarz generalny Konferencji Episkopatu Polski w latach 1926–1946.
- Ludwik Żychliński – polski działacz niepodległościowy, żołnierz Garibaldiego, weteran wojny secesyjnej po stronie unii, pułkownik podczas powstania styczniowego oraz naczelnik wojskowy w powiecie warszawskim i rawskim, uczestnik powstania zabajkalskiego.